# Mimicat
Marisa Isabel Lopes Mena, (Coimbra, 25 de outubro de 1984), mais conhecida como Mimicat, é uma cantora e compositora portuguesa de música Pop e Soul. Venceu o Festival RTP da Canção em 2023 e representou Portugal no Festival Eurovisão da Canção 2023, com "Ai Coração".

## Carreira
Apresentou-se ao mundo em 2014, mas gravou o primeiro disco aos 9 anos. Cantora e compositora autodidata desde muito jovem, passou a adolescência entre escola e estúdios de gravação.
Participou, com apenas 15 anos e com o nome artístico de Izamena, na 3ª semifinal do Festival RTP da Canção 2001 com a canção "Mundo Colorido", mas não passou à final.
Foi vocalista e autora da maioria das letras dos “The Casino Royal”, banda de Pedro Janela, compositor e produtor de Coimbra, e em 2009 licenciou-se em Som e Imagem pela Escola Superior de Artes e Design das Caldas da Rainha.
Em 2014 apresentou o seu álbum de estreia, "For you", editado pela Sony Music Portugal, extraindo como primeiro single “Tell me Why”, canção que foi incluída na banda sonora da novela “Jardins Proibidos”. Contou com a produção de Sérgio Costa (Ex-Bell Chase Hotel) e Luis Caldeira.
Autora e compositora de todos os seus temas, deu-nos a conhecer uma voz madura, quente e forte, característica da Soul/Pop, de tradição anglo-saxónica, tendo sido comparada a Shirley Bassey e Adele.
Em 2015, passou por alguns dos maiores palcos portugueses (Festa do Avante, Sol da Caparica, Edp Cool Jazz, Meo Marés Vivas, Culturgest, entre outros) e estreou-se nos palcos do Brasil, num dos maiores eventos de São Paulo, “Virada Cultural” tendo sido aclamada pela crítica brasileira e carinhosamente nomeada “A Amy Winehouse do Tejo” por Jotabê Medeiros.
Em 2016 lançou dois singles “Stay Strong” e  “Gave Me Love”, num registo Pop, que foram incluídos no segundo álbum de estúdio, saído em 2017.
Em 2023 venceu a 57ª edição do Festival RTP da Canção com o tema "Ai Coração" e, por isso, representou Portugal com esse tema no Festival Eurovisão da Canção 2023, em Liverpool, no qual ficou em 23° lugar na grande final.
.

## Discografia

### Álbuns de estúdio
- 2014 - For You (Sony Music)
- 2017 - Back In Town (Sony Music)

### Singles
- 2017 - "Going Down"
- 2017 - "Fire"
- 2016 - "Gave Me Love"
- 2016 - "Stay Strong"
- 2015 - "Savior"
- 2014 - "Tell Me Why"

## Ligações Externas
- «Sítio oficial»
- Mimicat no Facebook
- Mimicat no Instagram